# سر بر روی آب
سر بر روی آب (به انگلیسی: Head Above Water) ششمین آلبوم استودیویی از هنرمند اهل کانادا آوریل لوین است. این آلبوم در ۱۵ فوریه ۲۰۱۹ توسط BMG منتشر شد. آلبوم توسط لوین، چد کروگر، کارولینا لایر، لورن کریستی، رایان کابررا از گروه ماتریکس بونی مک‌کی ساخته شده. آلبوم تأثیر گرفته از بیماری لایم که آوریل به آن مبتلا می‌باشد است.